# Carel Daniël Asser (1813-1890)
Carel Daniël Asser (Amsterdam, 31 augustus 1813 - Den Haag, 11 maart 1890) was een Nederlands jurist en raadsheer in de Hoge Raad der Nederlanden.

## Carrière
Hij studeerde rechten aan het Athenaeum Illustre te Amsterdam en aan de Universiteit Leiden, waar hij in 1834 promoveerde op het proefschrift De eo quid juris sit circa pecuniam quae provisionis nomine cambialis debiti solutione destinata est. Na zijn promotie werd hij advocaat te Amsterdam, wat hij zou blijven tot hij in 1860 werd benoemd tot raadsheer bij het Gerechtshof Noord-Holland. Na de omzetting daarvan in het Gerechtshof Amsterdam bleef hij raadsheer, maar een jaar later werd hij voorgedragen als raadsheer in de Hoge Raad, als opvolger van de tot vicepresident benoemde C.H. Gockinga. De benoeming volgde op 26 december 1877; Asser was de tweede joodse raadsheer in de geschiedenis van de Hoge Raad, na de een jaar eerder benoemde Aäron Adolf de Pinto. Hij zou raadsheer blijven tot zijn overlijden in 1890 op 76-jarige leeftijd.

## Privé
Asser was de zoon van mr. Tobias Asser, procureur te Amsterdam en lid van het joodse geslacht Asser; hij was tevens broer van de schrijfster Netje Asser en de fotografiepionier Eduard Isaac Asser. 
Asser trouwde in 1837 met Rosette Henry Godefroi, de zuster van de latere minister van Justitie Michel Henry Godefroi. Hun zoon mr. Tobias Asser was hoogleraar internationaal privaatrecht aan de Universiteit van Amsterdam en minister van Staat, en kreeg in 1911 de Nobelprijs voor de Vrede voor zijn rol in de totstandkoming van het Permanent Hof van Arbitrage.